# كأس أوزبكستان
كأس أوزبكستان (بالأوزبكية: Ўзбекистон Кубоги) هي بطولة كرة قدم تقام بمشاركة أندية الدوري الممتاز ودوري الدرجة الثانية.

## معلومات عامة
استضيفت بطولة كأس أوزبكستان سنة 1992م، وهي بطولة معترفة بها من قبل الاتحاد الآسيوي لكرة القدم ، تشارك فيه 36 فريقاً، وحامل اللقب يؤهل مباشرة إلى دوري أبطال آسيا كل عام، حقق نادي ناساف قرشي اللقب عام 2015م، بينما حقق نادي باختاكور اللقب 11 مرة هي الأكثر في أوزبكستان.

## مصدر
1. ↑  rsssf.com; Uzbekistan Cup Finals نسخة محفوظة 13 أغسطس 2017 على موقع واي باك مشين.